# ふるさと納税
ふるさと納税（ふるさとのうぜい）とは、日本で2008年（平成20年）5月から開始された、都市集中型社会における地方と大都市の格差是正・人口減少地域における税収減少対応と地方創生を主目的とした寄附金税制の一つ。法律で定められた範囲で地方自治体への寄付金額が所得税や住民税から控除される。

## 趣旨・概要
地方出身者は、医療や教育などの様々な住民サービスを地方で受けて育つが、進学や就職を機に生活の場を都会に移し、現住地で納税を行うことで、地方で育った者からの税収を都会の自治体だけが得ることになる。そこで寄付先を納税者自らが選択できるようにし、各自治体が国民に返礼品となる地場産品・取組をアピールすることでふるさと納税を呼びかけ、地方自治体間の競争が進むことで選ばれるにふさわしい地域のあり方を考えるきっかけとなるよう、総務省が設けた制度である。
”納税”という名称ではあるが、翌年に納める所得税および住民税の一部（または住民税のみ一部）を原資に任意の地方自治体への寄付を行うと、自己負担2,000円で寄付に対する地場産品の返礼品受領、寄付の使い道を指定したクラウドファンディングができる。寄附額を確定申告することにより寄附分の一部が控除される本制度をもって、希望自治体へ住民税の一部を”納税”するというものである。「ふるさと寄附金」とも呼称される。
寄附額以上の税金が控除される制度ではないので節税にはならない。ただし、ふるさと納税で日用品を選ぶことで節約には繋がる。寄附金の使い道については、本人が商品を貰うタイプ以外にも、事業寄付タイプも設けている自治体もある。事業寄付タイプでは、使途（子育てや教育、文化、第一次産業や商工業、環境保全など）を選択できるようになっている。
制度設計当初には想定されていなかったが、寄附者に対して寄附金額に応じ主にその地域の特産品を返礼品として送付する自治体が現れ、返礼品の内容をアピールして寄付を募る自治体が増えた。
ふるさと納税に係る指定制度（事前審査制）の創設に伴い、2019年（令和元年）6月以後、指定対象外の地方公共団体に対するふるさと納税については、特例控除の対象外になった。
「ふるさと納税返礼品」に還元率40％以上の換金性の高いギフト券や地域と無関係の高級家電など制度の趣旨に反したものがあったが、2019年6月から寄付額30%以下の市場価格の地場産品限定と是正された。
2023年（令和5年）6月27日、総務省は「経費率5割ルール」に該当する"経費"について、ワンストップ特例事務や寄附金受領証の発行などの付随費用も含めることとした。これら付随費用は「隠れ経費」と言われ、これを含めると5割を超える自治体もあるとされていた。また、熟成肉と精米は原材料を、その自治体が属する都道府県内産に限ることとした。
2024年（令和6年）6月25日、総務省は仲介サイトを介して自治体に寄付した際に同サイトから付与される独自のポイントを2025年（令和7年）10月から禁止することを発表した。自治体が仲介サイトなどに支払う経費を抑えた上でふるさと納税の趣旨でもある自治体内での利用を促したいとしている。それに対し、楽天グループ社長の三木谷浩史は撤回を代表して要求できるように反対署名を集めている。
旅先納税
2019年には、ふるさと納税の制度を利用して、旅行先の自治体に寄付することで電子商品券を配布するシステムが始められた。

## 創設に向けての議論の経緯
2006年（平成18年）3月16日付の日本経済新聞夕刊のコラム・十字路の記事「地方見直す「ふるさと税制」案」で、過疎化が原因で税収が減少している自治体があること、地方間で税収に格差が生じていることへの指摘報道を契機として、一部の政治家が取り上げたことから議論が活発化した。
2006年（平成18年）10月には、地方間格差や過疎などにより、税収の減少に悩む自治体に対しての格差是正を推進するための新構想として、西川一誠（当時福井県知事）が「故郷寄付金控除」の導入を提言しており、ふるさと納税の発案者と言われている。また、西川知事は総務省が設けた「ふるさと納税研究会」の委員に選任され、賛成の立場から積極的に発言をした。また以前から、実際の住所以外の場所に何らかの貢献をしたいという人は存在した。スポーツ選手や芸能人などには都市部での活動機会が多いにもかかわらず、故郷への思いから生活の拠点や住民票を移さずに故郷に住民税を納め続ける場合や、田中康夫長野県知事（当時）が「厳しい財政の中でも在宅福祉に力を注いでいる意欲的な自治体に税を納めたい」として、県庁所在地の長野市から下伊那郡泰阜村に居を構えて、住民票を移した事例がある。

### 政府の動き
政府も「安倍晋三首相が総裁選期間中も議論してきた重要な問題」（塩崎恭久官房長官）とし、2007年（平成19年）5月、2006年（平成18年）に発足した第1次安倍政権で菅義偉総務相が創設を表明したため、ふるさと納税の「生みの親」とも呼ばれている。
菅は「ふるさと納税の検討を私が指示したのは、少なからず田中康夫がきっかけだった」と周囲に述べている。2007年（平成19年）10月、同研究会は報告書をまとめた。
菅は2021年（令和3年）に「私の原点は『ふるさと納税』にある。地方から東京に出てくるには1000万円かかる。その後も東京に納税するわけですから」と発言している。2023年（令和5年）には、当初役所は制度導入に反対だったが、現在は全員賛成なのではないかと述べている。

### 制度開始以降
2008年（平成20年）4月の地方税法等の改正によって、同年5月から「ふるさと納税」制度が開始した。「ふるさと納税」の法的根拠となっているのは、地方税法第37条の2（寄附金税額控除）、第314条の7（寄附金税額控除）および所得税法第78条(寄附金控除)である。このうち地方税法に関する条文は、2008年（平成20年）に開かれた第169回国会（通常国会）の会期中にあたる同年4月30日に参議院のみなし否決を経て衆議院において再可決、即日公布された「地方税法等の一部を改正する法律」（平成20年法律第21号）により新たに付け加えられたものである。
翌2009（平成21）年2月末時点では、寄付金額最多の都道府県は高額寄付があった栃木県の2億2,400万円、2位が岡山県の1億800万円であった。ふるさと納税件数では鹿児島県が最多の788件、福井県475件、大阪府446件であった。

## 税金の控除
ふるさと納税は個人住民税の寄附金税制が拡充されたものである。税金の控除額は、基本的に次の3つの控除の合計額となっている。なお、2009年12月迄は5,000円が自己負担額であった。
1. 所得税からの控除 = （ふるさと納税の寄附額 - 2,000円）×所得税の税率
2. 住民税からの控除（基本分） = （ふるさと納税の寄附額 - 2,000円）×10％
3. 住民税からの控除（特例分） = （ふるさと納税の寄附額 - 2,000円）×（100％ - 10％ - 所得税の税率） ≦ 住民税所得割額×20%

ふるさと納税を行い所得税・住民税から控除を受けるためには、ふるさと納税ワンストップ特例制度を利用するか、「寄附金受領証明書」又は「寄附金控除に関する証明書」を添付して所轄税務署へ確定申告を行う必要がある。ふるさと納税ワンストップ特例の申請者には所得税からの控除はなく、その分も含めた控除額の全額が住民税から控除される。

### ワンストップ特例
従来確定申告が不要な給与所得者がこの制度を利用するためにはわざわざ確定申告を行う必要があったが、2015年4月1日より手続き負担軽減出来る「ふるさと納税ワンストップ特例制度」が創設された。マイナンバーカードも持っていれば、その両面コピーと「寄附金税額控除に係る申告特例申請書」だけを提出すれば良い。2022年からふるさと納税ポータルサイト各社は、書面不要のオンラインでのワンストップ特例申請を可能とした。
5団体以内のふるさと納税であれば、各自治体に特例申請書を提出することを条件に、確定申告をしなくとも住民税の税額控除を受けられる。但し、他の要件で確定申告を行う場合や5団体を超える自治体に寄附を行った場合は特例申請書は無効となるため、改めて確定申告で所得税の寄附金控除と住民税の寄附金税額控除を申告する必要がある。

### 返礼品と税金
ふるさと納税の返礼品は所得税法上非課税に規定されておらず、一時所得（法人からの贈与）として課税対象になる。但し、一時所得には最大50万円の特別控除がありその範囲内であれば税金は発生しない。返礼品は、自己負担額若しくは寄附額で購入したわけではなく、あくまでも寄附に対する自治体からのお礼とされる。

## 得失と賛否

### 過疎地域と過密地域
都市部との格差や過疎などにより、税収の減少・慢性的な財政赤字に悩む市区町村長からは歓迎・賛成する意見が多い一方で、税収が多い過密の市区町村からは反対や慎重な意見が多い。

### 都道府県による市区町村への方針
高知県では県外に名産品を打って出る産業振興を推進する「地産外商」を掲げてきたため、ふるさと納税導入後は制度を販路拡大のために活用している。

### 魅力ある地方自治体における相乗効果
人口減少していた地方にとっては、主財源の確保、地域経済の振興、知名度向上や交流人口の拡大など相乗的な効果をもたらしている。地元民の「普通」であっても、外の人々には価値があるものがある。ふるさと納税では地域名産品である嗜好品や日用品の返礼品、地域体験型、事業寄付型など様々な「返礼」が設けられている。
魅力ある地場産品を持っていたが過疎で販路と需要が不足していた地方自治体では、ふるさと納税による販路と需要拡大で増えた税収で住民への社会保障が整えられたり、返礼品生産者らが高まる需要に雇用を増やすなど地方を潤す結果となっている。返礼率・域内以外の商品返礼問題も2019年に全国30%以下の上限が徹底されたことで、返礼品自体は域内の名産品を返礼していたところはすべての自治体で2020年には前年度ほどの寄付総額に回復している。逆に都市部では、ふるさと納税制度競争に取り組み、域内の名産品で一定の歯止めをかけられたところ、魅力的な名産品をカタログに出せないままで減収が増えるところに別れている。
有田みかんで知られる和歌山県有田市は、ふるさと納税制度参入12年間で寄付額が1万倍以上となっている。2019年度の市への全国からの寄付金は約35億円であった。
2019年度の納税件数は2,333万6,077件でふるさと納税受入額は4,875億3,878万1,000円。2020年度は3,488万7,898件でふるさと納税受入額は6,724億8,955万4,811円。受入額は前年比137％、受入件数は前年比149％となっている。

### 都道府県・地方自治体別ふるさと納税額ランキング
2020年の地方自治体別ふるさと納税受入額1位は宮崎県都城市の135億2,548万円、2位は北海道紋別市の133億9,271万円、3位は北海道根室市の125億4,586万円、4位は北海道白糠町の97億3,664万円、5位は宮崎県都農町の82億6,849万円、6位は山梨県富士吉田市の58億3,124万円、7位は山形県寒河江市の56億7,584万円、8位は兵庫県洲本市の53億9,823万円、9位は兵庫県加西市の53億3,751万円、10位は静岡県焼津市の52億1,827万円。
2023年度、寄付を多く集めた自治体は、多い順に、宮崎県都城市　193億円、北海道紋別市　192億円、大阪府泉佐野市　175億円、北海道白糠町　167億円、北海道別海町　139億円、北海道根室市　125億円、名古屋市　117億円、静岡県焼津市　106億円、福岡県飯塚市　105億円、京都市　100億円。

### メリット・賛成意見
- 納税者が納税額の一部ではあれど、自分自身で納めた税の使い方を選べる。
- 納税受入額の三倍以上の経済波及効果が発生したことを示す調査結果がある。[56]
- 成長して生まれ故郷を離れても、その地域に貢献することができる。
  - 地方などでは、成人までの教育に税金を注いでも、就職後（＝税金を納めるようになる時期）には他地域に転居してしまうために、注いだ税金分の「元が取れない」という声もある。そのため、教育に支出されていた税金を「先行投資」ととらえ、その回収を意図してのふるさと納税への賛成意見である。
- 自治体が寄附のお礼として提供する返礼品は地場の特産品を採用しており、低迷する地域経済の活性化につながる（地域に工場を持つ茨城県日立市の日立製作所製家電、大阪府岬町のシャープ製家電など。大手メーカーの家電返礼品を提供することで地域工場の雇用創出につながっている）。
- 厳密な「納税」ではなく、「寄付金税制」の一環であるため制度設計・再設定は容易である。
  - なお、納税ではなく寄付であるため、一定以上の金額を寄付した場合に特典を設けている自治体もある。特典の一例として、特産品などの贈呈（寄付者の住所が当該地域外の場合の例として奈良県[57][注 2]、山口県萩市[59]、同県長門市[60]など。同じく住所を問わない例として島根県江津市[61]など）のほか、地域にちなんだ著作品を贈呈する事例（埼玉県宮代町[62]、鳥取県倉吉市[63]など）もある。
  - 返礼品の返礼率30%・域内のもののみとしていたが、ルールを守らない自治体が出たために2019年度以降は改正・厳格化されている。以降は公正な競争になったために、過度に一部自治体に集中するということがなくなっている[54]。
- 今まで埋もれていた名産品を持つ過疎地域の活性化。名産品を抱えながらも過疎となっていた地域の地方自治体では、伝統産業への注目による知名度上昇と需要が発生し、全国的な販路拡大、地元の伝統工芸・農水産業の活性化、地域での正規雇用、厚い社会保障の拡大など、ふるさと納税制度で恩恵を受けている[54][64]。

### デメリット・反対意見
- 市町村に比べ、都道府県はふるさと納税先にされにくい。どこかの市町村に住民がふるさと納税した場合、都道府県民税分も控除対象となるため、下部自治体の市町村における総ふるさと納税受入額がマイナスだと都道府県としても赤字となる。　2018年7月時点で、赤字額の大きい順にあげると東京都、神奈川県、愛知県、埼玉県、千葉県、兵庫県、京都府、広島県、奈良県、大阪府、栃木県、富山県の上記12が赤字の都府県である[65]。ふるさと納税黒字県もあるが、高知県のようにふるさと納税は市町村に任せ、「県内の市町村が県外で販路開拓する「地産外商」の取り組みを全面的に応援し、その良きツールとしてふるさと納税が活用できればよい」とのスタンスでふるさと納税制度を支持している県もある[52]。
- 平成19年（2007年）、制度が導入されたら税収減が見込まれる東京都の知事である石原慎太郎（当時）は「何をもって『ふるさと』とするかは、法律で決められるものではなく、住民税で払うのはきわめておかしい。税体系としてナンセンス」と制度導入に反対している[66]
- 納税者（寄付者）の在住する自治体ではふるさと納税の25%分の税収が減ることとなる（75%分は地方交付税で補填される）[67]。
- 2017年7月時点のふるさと納税制度を当時政府税制調査会委員を務めていた一橋大学の佐藤主光教授は、「制度利用者の関心が返礼品に集中しており、財源を必要とする自治体への寄付が行われていない」と述べた[68]。
- 2024年度、税収の「流出」が多い自治体の、市町村民税の減収額（交付税による補てん後の額）は、多い順に、横浜市　304億円（76億円）、名古屋市　176億円（44億円）、大阪市　166億円（41億円）、川崎市　135億円（地方交付税不交付団体）、東京都世田谷区　110億円（地方交付税不交付団体）、さいたま市　100億円（25億円）、福岡市　96億円（24億円）、札幌市　89億円（22億円）、京都市　82億円（20億円）[69]。

## 地場産品限定・過度な返礼率商品禁止の改正

### 2019年改正
2018年9月、総務省は過度な返礼品を送っている自治体をふるさと納税の制度対象外とし税控除を受けられないよう地方税法の改正を検討するとし、与党税調での議論を経て、2019年の通常国会に地方税法改正案を提出する方針を示した。この改正案は2019年3月28日、第198回国会で可決された。
改正地方税法による新制度では、返礼品は地場産品かつ寄付額の3割以下、仲介サイトへの手数料や送料を含んだ諸経費と返礼品の金額の合計で寄付額の5割以下に限定。対象となる自治体は総務大臣が指定することとなり、改正法が施行される2019年6月1日から以下の自治体（東京都および1市3町）がふるさと納税の対象から除外された。（東京都を除き復帰済み）
これ以後除外された自治体への寄付分は住民税特例分からの控除の対象外となるが所得税・住民税の基本控除は引き続き受けることができる。
| 都道府県名 | 市町村名 | 除外事由                                                                         |
| ---------- | -------- | -------------------------------------------------------------------------------- |
| 東京都     |          | 新制度に反対するため、参加希望の申請を行わなかった。                             |
| 静岡県     | 小山町   | 返礼品に地場産品に該当しないものが含まれていたため。                             |
| 大阪府     | 泉佐野市 | 返礼品にネットショッピング会社や旅行会社のギフト券などで巨額な寄付を集めたため。 |
| 和歌山県   | 高野町   | 返礼品にネットショッピング会社や旅行会社のギフト券などで巨額な寄付を集めたため。 |
| 佐賀県     | みやき町 | 返礼品にネットショッピング会社や旅行会社のギフト券などで巨額な寄付を集めたため。 |

また、以下の43市町村は総務省により、ふるさと納税の対象期間を同年9月30日までにされており、10月1日までに再指定の可否について認定される必要があるとして発表された。同年9月中に返礼品に改善があるとして、10月以降も参加できると総務省は発表した。
| 都道府県名 | 市町村名                                                     |
| ---------- | ------------------------------------------------------------ |
| 北海道     | 森町、八雲町                                                 |
| 宮城県     | 多賀城市、大崎市                                             |
| 秋田県     | 横手市                                                       |
| 山形県     | 酒田市、庄内町                                               |
| 福島県     | 中島村                                                       |
| 茨城県     | 稲敷市、つくばみらい市                                       |
| 新潟県     | 三条市                                                       |
| 長野県     | 小谷村                                                       |
| 岐阜県     | 美濃加茂市、可児市、富加町、七宗町                           |
| 静岡県     | 焼津市                                                       |
| 大阪府     | 岸和田市、貝塚市、和泉市、熊取町、岬町                       |
| 和歌山県   | 湯浅町、北山村                                               |
| 岡山県     | 総社市                                                       |
| 高知県     | 奈半利町                                                     |
| 福岡県     | 直方市、飯塚市、行橋市、中間市、志免町、赤村、福智町、上毛町 |
| 佐賀県     | 唐津市、武雄市、小城市、吉野ヶ里町、上峰町、有田町           |
| 宮崎県     | 都農町                                                       |
| 鹿児島県   | 鹿児島市、南さつま市                                         |

なお、改正地方税法施行後に指定取り消し処分を受けた自治体は下記の通り。（カッコ内は取り消し解除日）
| 都道府県名 | 市町村名 | 指定取り消し日                  | 理由                |
| ---------- | -------- | ------------------------------- | ------------------- |
| 高知県     | 奈半利町 | 2020年7月23日 （2022年10月1日） | 返礼品の30%基準違反 |
| 宮崎県     | 都農町   | 2022年1月18日 （2024年4月13日） | 返礼品の30%基準違反 |
| 兵庫県     | 洲本市   | 2022年5月1日                    | 返礼品の30%基準違反 |

### 2023年告示
2023年6月27日、総務省は2019年の地方税法改正にかかる告示を変更する告示を行った。この告示では、下記事項が明示された。
- 募集費用の厳格化（寄付金証明証・ワンストップ特例申請書の事務費用等を募集費用に含める）
- 地場産品基準の明確化（玄米の精米・精肉の熟成の行為を地場産品基準から除外）

## 導入後の動き

### 寄付金の実績
- 長崎県平戸市は、ふるさと納税制度での2014年度の寄付申込額が10億円を突破したと発表。10億円突破は全国の自治体で初だという。
- 三重県伊賀市は、「市ふるさと応援寄附金」で1,500万円の寄付があったと発表。
- 栃木県栃木市では、2014年12月、今年度の寄付金の合計が昨年度の7倍を超える約1,018万円に達した。地元産のイチゴ「とちおとめ」を希望する人が多いという。
- 大阪府泉佐野市は、2017年度において、全国で初めてふるさと納税の受入額が100億円を突破。2018年度には約497億円を集めた。

### 返礼品をめぐる動き

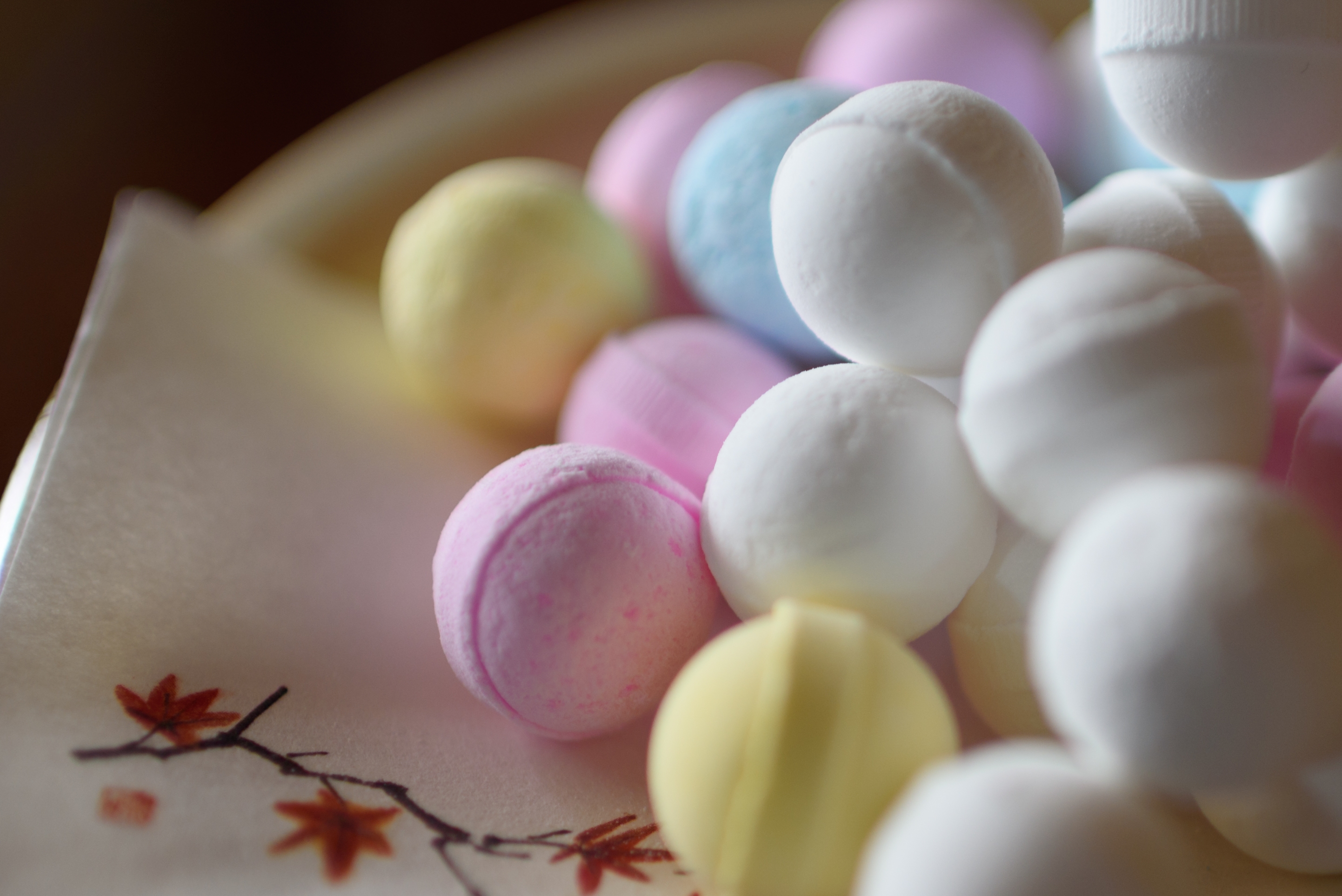
奈良県生駒市のふるさと納税返礼品「レインボーラムネ」

- ふるさと納税の寄付金を、寺社の防犯や修復代金に充てる地方自治体も現れてきている。
- DMM.comが2015年2月12日に「DMMふるさと納税」と称して、創業者亀山敬司の出身地である石川県加賀市への寄付者に、特典として寄付金額の50%をDMM内のサービスで使える「DMMマネー」として贈呈するサービスを行ったところ、2月28日時点で1,700件の寄付があり、寄付総額が5,300万円を突破した。寄付者の多くはDMMのオンラインゲームのプレイヤーであるという[81]。当初、同年3月末までの実施を予定していたが、同市の判断により3月4日に終了した[82]。
- 三重県名張市は2016年4月1日から、ふるさと納税の返礼品として、カブトムシの仲間では世界最大種であるヘラクレスオオカブトを導入したが、昆虫マニアの間で話題になったあまりに、わずか6日後の同月7日に品切れとなり、養殖業者の生産も追いつかない状況となっている。同市は認識が甘かったと困惑している[83]。
- 三重県鳥羽市と志摩市は真珠の産地として、真珠製品を返礼品として採用していたが、2017年4月に総務省から「宝飾品である」として除外を要請された。地元は「地場産業で水産品である」と総務省に説得も試みたが、結局2017年11月に真珠製品の取り扱いを取りやめた[84][85]。その後、両市の寄付額は大きく下落した[86]。2019年の地方税制法改正でともに復活し、寄付額も回復した[87]。
- 2021年4月、総務省は自治体内で発電した電気を返礼品に設定していた9市町に対し、大手電力会社の送電線を通じて供給する以上、他所由来の電気との混交は避けられないため、地場産品とは言えないとする通知を行った。各市町はこれを受け、返礼品から電気を除外した（大阪府泉佐野市、福島県楢葉町、愛知県豊田市[88]、群馬県中之条町[89]など）。
- 2016年返礼米実績は、山形県がトップの約1万トンである（農水省レポートより）[90]

| 都道府県名 | 玄米トン | シェア | 主な銘柄               |
| ---------- | -------- | ------ | ---------------------- |
| 山形県     | 10,058   | 42.5%  | はえぬき・つや姫       |
| 岡山県     | 2,658    | 11.2%  | ヒノヒカリ             |
| 北海道     | 1,866    | 7.9%   | ななつぼし・ゆめぴりか |
| 長野県     | 1,282    | 5.4%   | コシヒカリ             |
| 佐賀県     | 1,102    | 4.7%   | さがびより・夢しずく   |
| 福島県     | 893      | 3.8%   | コシヒカリ             |
| 新潟県     | 832      | 3.5%   | コシヒカリ             |
| 茨城県     | 699      | 3.0%   | コシヒカリ             |
| 山口県     | 519      | 2.2%   | コシヒカリ             |
| 島根県     | 457      | 1.9%   | きぬむすめ・コシヒカリ |

- ふるさと納税返礼品用及びインターネット等通信による販売に係る年間販売数量[91]
  - ふるさと納税返礼品用販売数量 25,200トン
  - インターネット等通信販売数量 90,200トン

### 法令解釈及び行政指導
- ふるさと納税での寄付に対し、不動産を寄付者に無償譲渡する特典を設けることが、地方税法に違反するとの指摘がある。例として、京都府宮津市では、1,000万円以上の寄付者に対し市有地を無償譲渡することとし、募集を開始したが、総務省から同法違反を指摘され、中止になった[92]。
- 群馬県内において、ふるさと納税の謝礼に寄付者に対し贈られる金券が、インターネットオークションなどで転売される事例が相次ぎ、総務省は「制度の趣旨にそぐわない」として、県に対し転売を条例で禁止するなど転売防止に向け対策を実施するよう求めている[93]。
- 2017年時点で居住している市町村に対して、ふるさと納税を行うことも可能である[94]。この場合も税金の優遇措置は変わらない。ただし、ふるさと納税の実体は「寄付とそれに対応する控除」であるため、政治家が自身の選挙区に対してふるさと納税を行うことは公職選挙法の「特定の寄附の禁止」（199条）違反にあたる恐れがある。2017年6月、兵庫県養父市の市議会議員が養父市へふるさと納税を行った事例がこれにあたる（当該市議はその後納税を取り下げている）[95]。

### 返礼品競争
ふるさと納税は地域活性化を目的として始まった。しかし、過度な返礼品や地場産品とは無関係な返礼品が制度の趣旨にそぐわないとして問題になった。
総務省は返礼品競争の是正のため、2017年春と2018年春に返礼品について寄付額の3割以下でかつ地場産品とするよう総務大臣名の通知を出した。この通知に強制力はなく、2018年9月1日時点で寄付額の3割超の返礼品を送っている自治体は246市町村（13.8%）で、このうち174市町村が見直しの意向がないまたはその時期を未定とした。
これとは別に、埼玉県所沢市では、2017年4月から、ふるさと納税の寄付者に対して返礼品を送るのを取りやめると発表した。市長の藤本正人は「返礼品を得るのが目的化している」と返礼品競争を批判していた。

### 不祥事
- 鹿児島県の志布志市が、各自治体の返礼品を紹介している大手サイト『ふるさとチョイス』内に掲載されている同市が用意する返礼品のページに組織的なアクセスが判明。当該サイトでは自治体毎のページ閲覧 (PV) 数や利用者お気に入りの返礼品の各ランキングも発表されているが、同市では2016年（平成28年）4月より、同市職員に対しマニュアルを配布のうえ、毎日の朝礼で「ふるさとチョイスのページを見ましょう」と呼びかけていた。この結果、同年5月から7月にかけての3か月間連続で同市の返礼品紹介ページがPV数第1位を記録し「殿堂入り」を果たしたほか、お気に入り返礼品ランキングでも同市が用意した和牛や養殖ウナギが上位にランクインした。同市への寄付額実績でも2016年度は約22億5,000万円を記録、全国18位にまでランクアップしたという。組織的アクセス行為の理由について同市納税推進室長は「ふるさと納税の重要性を認識してもらうためだった」と説明しつつも「ゆるキャラグランプリで地元のキャラに投票を呼びかけるのと同じような感覚。納税がないと財源的にも厳しく、全庁一体で取り組んでいた」とも語っていた。なお同市では「利用者に誤解を与えかねない」として、組織的アクセス行為の開始から1年半あまり経過した2017年（平成29年）11月8日をもって同行為の指示を取りやめたという。一方、『ふるさとチョイス』を運営するトラストバンクでは「意図的に操作された情報は寄付者の皆さんに伝えたい情報ではない。今後、自治体に対して注意を喚起する」とコメントしている[97][98][99][100]。
- 大阪府の枚方市は、2018年（平成30年）3月23日、「ふるさと納税」に対する返礼品として用意していた「A5ランク黒毛和牛」が、実際にはそれより格下であるA4ランクの牛肉を発送していたことを明らかにした。当該返礼品を申し込んだ関東地方在住者から「おいしくない。A5ではないのではないか」との指摘が同年1月22日に同市になされ、調査したところ、A4ランクのものを発送していたことが判明した。当該返礼品を提供したのは同市内でステーキレストランなどを経営する「恒づね」という会社で、2016年（平成28年）から提供を開始していた[注 3]。その後、同社が2015年（平成27年）11月から2018年1月にかけて通販サイト上で販売していたA5ランク和牛の中に低ランクの肉が混入していたことも発覚、さらに同社で運営するレストランにおいて「雌牛」として提供していた肉の大半が実際には雄牛のものだったことも判明。同社では、業者から仕入れた肉の確認を怠っていたことを認めている。枚方市は2018年度より同社を返礼品業者としての指定から外しており、大阪府も、一連の不祥事を受けて、2018年9月11日、同社に対し景品表示法に基づく再発防止を求める措置命令を発令[101][103]。
- 佐賀県三養基郡のみやき町への「ふるさと納税」に対する返礼品として、連鎖販売取引（マルチ商法）を行っているとの疑いが持たれている米国企業の日本法人が販売するアロマオイルとオイルの香りを拡散させる機器が設定されていることが、2018年（平成30年）9月初旬頃、同町町民の指摘から判明。当該返礼品は町内に所在し返礼品業務の委託先の一つである一般社団法人からの提案を受けて同年7月に採用。同年8月までに7件の申込があり発送したという。採用から間もなくして町民から指摘され、外部の「ふるさと納税」サイトへの掲載中止を要請していたものの、一部サイトにおいては掲載されたままとなっていた。同町では返礼品として町内約80業者から600～700品目の提供を受けており、2017年（平成29年）度の「ふるさと納税」受入額は前年度比約5倍の72億円（全国4位）を記録した。同町は「数多くの返礼品がある中、チェックが甘くなっていた面もある」と不手際を認めるとともに、当該返礼品については「誤解を招きかねず不適切だった」として同年9月5日までに取扱をやめるとともに当該返礼品を提案した一般社団法人に対しては文書で警告、さらに同町に返礼品を提供している他の業者に対しては確認の徹底を周知するとした[104]。
- 2020年3月3日、高知県奈半利町でふるさと納税を担当する「地方創生課」の課長、課長補佐、水産加工会社社長が逮捕される[105]。容疑は、課長の息子の住民票を不正に町外へ移した電磁的公正証書原本不実記録・同供用の疑いであるが、ふるさと納税に関する贈収賄容疑での立件も視野に捜査が行われた[106]。また、逮捕された関係者らが返礼品の価格を調整した虚偽の書類作成、国に提出していたことも判明[107][108]。高知地方検察庁は2020年8月14日、関係者を受託収賄罪などで起訴して捜査を終結。最終的な賄賂総額は約9,300万円となった[109]。奈半利町は2015年度から2019年度にかけてふるさと納税を114億円集めたが返礼品調達費用が101億円、2017年度は全国9位の39億円を集めるも99%が調達費に消え、町の事業費に使えたのは数千万円だった[110]。また総務省は、2020年7月、奈半利町をふるさと納税制度から除外した[111][112]。

2021年2月3日、高知地方裁判所は、精肉店経営者とその妻に、贈賄罪でそれぞれ懲役3年執行猶予5年の判決を言い渡した。2022年3月16日、高知地方裁判所は、元課長補佐の母に懲役3年・追徴金約9200万円を言い渡した。同年12月21日、高知地方裁判所は、元課長補佐に収賄および第三者供賄の罪で懲役4年6ヶ月・追徴金約9200万円（求刑は懲役7年、追徴金約9380万円）、元課長に電磁的公正証書原本不実記録（水産会社で働いていた息子の住民票を不正に移した）などの罪で懲役1年（求刑は懲役2年6カ月、追徴金約180万円）の、それぞれ実刑判決を言い渡した。両名とも受託収賄については無罪とした。12月28日、被告と検察の双方が判決内容を不服として控訴した。2022年10月、奈半利町は、ふるさと納税の再認定を受けた。2024年1月25日、高松高等裁判所は受託収賄罪を両被告とも無罪とした一審判決について、事実誤認があるとして破棄し、審理を高知地裁に差し戻した。10月23日、高知地裁は元課長補佐に受託収賄の罪で懲役4年6月・追徴金約179万円の判決を言い渡した。
- 2023年2月7日、山形県寒河江市で、ふるさと納税に関する贈収賄事件が発生。同市商工創成課のふるさと納税担当職員（2021年12月退職）が、山形市の農産物加工販売「さくらんぼファクトリー」を、要件を満たしていないにも関わらず返礼品協力事業者として参入させ、現金計29万8,014円を受け取った。同社は寒河江市内に事業所が無く、事業者の要件を満たしていなかったが、職員が虚偽の内容を報告し事業者とした。山形県警察は、市職員を加重収賄容疑、事業者の役員と社員を贈賄容疑で逮捕した[124]。その後、職員は、返礼品送付費用を不必要に増額し事業者から50万円を受け取った疑いで再逮捕された[125]。これらによって事業者は2,589万円の利益を得ている[126]。6月13日、山形地方裁判所は、贈賄側2名に対し懲役1年6ヶ月・執行猶予3年の有罪判決を言い渡した[127]。当期の寒河江市のふるさと納税額は1億2,900万円減少した[128][129]。11月1日、山形地裁は元市職員に懲役2年、執行猶予3年・追徴金79万814円の判決を言い渡した[130]。
- 2023年6月22日、鹿児島県志布志市は、自らが運営する「志布志市ふるさと納税特設サイト」で不正アクセス（クロスサイトスクリプティング）を受け、2021年3月12日から同12月29日までにクレジット決済を行なった寄付者910件のデータが外部へ漏洩したと発表。クレジットカード番号、有効期限、セキュリティコード、Webサイトのログイン情報（eメールアドレス、パスワード）、電話番号について、漏洩の可能性がある[131]。7月20日、第2報を発信。前回発表のクレジットカード情報910件以外に、2,280名の利用者情報（寄附者の氏名、フリガナ、性別、メールアドレス、電話番号、郵便番号、住所、生年月日）が漏洩したことを発表した[132]。前回の手法（クロスサイトスクリプティング）と異なり、外部から操作することができる不正なファイルが設置される、いわゆるバックドアが仕掛けられたもの。これによって利用者情報データベースへ不正アクセスし、データの閲覧及びダウンロードが行われた。

本件不正アクセスへの対応では、同市の情報漏えい発生時の公表内容が評価され、「第9回 情報セキュリティ事故対応アワード」特別賞を受賞した。
- 2023年6月26日、岐阜県白川村は、2022年度に寄付を行なった約1万2千名に対し寄附金使い道等を記したアンケート付きチラシを発送。そのチラシ内に印刷したQRコードが村職員の管理用のものであり、アンケートに回答した82名の氏名・電話番号・メールアドレス・住所・質問の回答内容がチラシ受領者全員から閲覧できる状態であったと公表した[134][135][136]。
- 2023年6月28日、埼玉県さいたま市は、返礼品のジェラート「SAITAMA GELATO 大地のいちご」（ノースコーポレーション）から食品衛生法上の成分規格の5倍の細菌が検出されたとして、提供を取り消した[137][138]。
- 2025年3月18日、長野県須坂市がふるさと納税の返礼品として提供していたシャインマスカットに産地偽装があり、地元産でないことを認識しながら寄付を受け付けていた疑いがあったと総務省が発表した。調達先が、山形県産や長野県内の別の市産のシャインマスカットを「長野県産」と表示して市に販売し、市はそれを把握していながら寄付募集を継続していた。農林水産省近畿農政局の立入検査等により発覚した[139][140][141]。
  - 2023年度の長野県内自治体への寄付は須坂市が39億2,600万円と最多、そのうち約8割がシャインマスカットだったという[142]。
  - 市は別の品種のブドウ「ピオーネ」でも混在を確認していた。4月16日夜に開いた市民説明会では市民から税収が減ることを懸念する声が上がり、市長は「ふるさと納税がなければ非常に財政が厳しい」との見解を示した[143][144][145]。
  - 4月23日に市長が会見で説明した内容によると、シャインマスカットの仕入れ業者が６年前から故意に産地の偽装は行っていたと判断したとのことである。また、市も返礼品の産地を確認する実地調査は全く行っていなかったと説明した[146]。
  - その後の須坂市の調査では、シャインマスカット以外に桃・梨・りんごも地元産でない果物が混ざっており、返礼品として送られた件数としてはおよそ20万4,000件に上るとしている。[147]
  - これらの問題を受けて市長は2025年5月12日の定例記者会見で、産地偽装を把握していたにもかかわらず市としての対応を何もしなかった責任を取るために、2028年1月の任期満了までの給与を50%減額する意向を表明し[148]、6月市議会に提案する[149]。
  - 報道によると須坂市は、2025年度予算において11億円余りの減額を余儀なくされている。また、2025年5月14日に行われた総務省の聞き取り調査（非公開）で市の担当課から、違反寄付額は30億円を超えると説明があったという[149]。
  - 2025年6月2日には、シャインマスカットの仕入れ業者とは別の事業者にも産地を偽装した返礼品があったことを須坂市が明らかにしている[150]。また同日、シャインマスカットの産地を偽装していた業者はマスコミの取材に対し、「日本グルメ市場という名前で事業を続けるのは難しいと判断した」と話し廃業する方向であることを明らかにしている[151]。
  - 2025年6月13日、総務省は須坂市をふるさと納税制度の対象から2年間除外することを発表し[152]、市長は同日の記者会見で、制度を熟知していなかったことが最大の要因であると反省を表明した[153][注 4]。

### 自治体の手続きミス
ふるさと納税において全国の自治体で手続きミスが発生している。ミスは大きく下記の2つに大別される。
1. 寄附金控除の適用漏れ - 自らの自治体の住民に対し、住民税計算の中で寄附金控除を適用していなかったもの。当該自治体にて再計算し税額の更正が行なわれる。
2. ワンストップ特例の通知漏れ - 寄付を受け取りワンストップ特例の申告（寄附金税額控除に係る申告特例申請書）を受理した自治体が、寄付者が居住する自治体へその内容の連携（通知）を漏らしたもの。居住する自治体（課税する自治体）側は当該住民が寄付を行なった事を認知出来ず、控除が適用されない。住民自らが確定申告によって更正申告を行なう必要がある。

報道された手続きミスは以下のとおり。
- 2018年
  - 1月24日、宮城県仙台市は、確定申告不要の「ワンストップ特例制度」を2017年（平成29年）度中に利用して他の地方自治体に「ふるさと納税」を行った仙台市民のうち271人に係る個人住民税（市・県民税）について、総額で394万2,700円少なく課税してしまっていたことを明らかにした。同市の説明によると、この271人分についてはいずれも住所や金額などを訂正する必要が生じていたが、訂正前の旧情報を削除せずに二重計上、寄附金額を合算して控除額を計算していた。同市では該当者に対し、同月下旬に正確な税額通知書を送付すると表明した[155]。
  - 5月12日、東京都渋谷区は、2017年のふるさと納税寄付4278人（総額約3億6400万円）に対して、税額控除の適用をしていなかったと発表した[156]。
  - 5月22日、岐阜県岐阜市は、2017年のふるさと納税寄付1253人に対して、税額控除の適用を忘れるミスがあったことを公表した[157]。
  - 6月12日、千葉県市原市は、「ワンストップ特例制度」を利用して同市に対してふるさと納税を行った全国88自治体からの寄付者125人について、税額控除のために必要な処理が為されていなかった。システムを取り扱う同市職員が入金確認後に行うべき確認済みの入力処理を失念したことが原因で、同月7日と8日に寄付者から「控除されていない」との指摘があり発覚した。合わせて約166万円の住民税が控除されなかった。同市では該当寄付者に対し電話にて内容説明と謝罪を行い、その後に該当寄付者の居住自治体に対し改めて住民税控除の処理対応を依頼すると表明した[158]。
- 2019年
  - 5月23日、北海道北斗市は、2018年分のワンストップ特例通知が未送信であったことを公表した[159]
  - 5月27日、北海道洞爺湖町は、2018年分のワンストップ特例通知が未送信であったことを公表した[160]。
  - 5月29日、長野県下條村は、2018年分のワンストップ特例通知が未送信であったことを公表した[161]。
  - 6月5日、千葉県白井町は、千葉県外の8市町に納税した住民66人、寄付額計166万8千円分に適用漏れがあったと発表[162]。
  - 6月6日、沖縄県東村は、2018年に全国から当自治体に寄付し、ワンストップ特例の申告を行なった746人に対し、寄付者の住む市町村へ通知を発信していなかった事を表明した[163]。
  - 6月7日、埼玉県宮代町は、2018年に当町へ寄付しワンストップ特例の申請を行なった者について、それを居住地の自治体へ発信していなかったことを発表[164]。
- 2021年
  - 1月21日、埼玉県松伏町は、2018年分と2020年分の住民税計算において、寄附金税額控除の適用漏れがあったことを公表した[165]。
- 2022年
  - 5月27日、宮城県は、401人分のワンストップ特例制度の事務手続きを誤り、2021年に県に寄付した人のうち96人が控除を受けられない状態になっていることを明らかにした。県が寄付を受けた人が居住する自治体へ個別に連絡を取り、305人は特例制度が適用されることが確認出来ているとのこと[166][167][168]。
  - 5月31日、鳥取県米子市は、69件分（計113万6千円）のワンストップ特例の申請で、データを発信していなかったことを公表[169][170]。
  - 6月17日、徳島県美馬市は、2021年に当市へ寄付した174名分のワンストップ特例情報を、寄附者の住所地の市区町村へ送信できていなかったことを公表[171]。
- 2023年
  - 6月5日、静岡県袋井市は、18人分の手書きの確定申告書をデータ化する際、税額控除が課税システムに反映されていなかったことを公表[172][173][174]。
  - 6月6日、北海道訓子府町は、2022年に当町へ寄付した者の一部でワンストップ特例の寄附者データが未送信だったことが判明したと公表[175][176]。
  - 6月6日、山形県朝日町は、2022年に同町へ寄付しワンストップ特例を利用した28都府県83名88件分（納税総額124万3500円）のデータを居住自治体へ送信せず、税控除されていなかったと発表した[177][178]。
  - 6月12日、京都府長岡京市は、2022年に「さとふる」オンラインワンストップ特例制度を利用した者69名（対象自治体56、寄附額 156万9千円）について、居住自治体への送信が行われていなかったと発表した[179][180]。
  - 6月21日、岐阜県関市は、ワンストップ特例申請のうち、2022年10月1日から6日に受け付けた分がシステムへ入力していなかったと発表。対象者は59名（計105万1千円）。その内45名は居住自治体において住民税の税額更正が行われるが、14名は間に合わず、各自で確定申告することを求める[181][182]。
  - 6月28日、和歌山県白浜町は、ワンストップ特例申請のうち、2022年1月1日から3日に「さとふる」経由でオンライン申請を行なった44名が、居住自治体へデータ連携出来ていなかったと発表した[183][184]。
  - 6月30日、熊本県熊本市で、市民5人に対し控除額計算を誤り、本来より高い住民税を課していたことが判明。これは確定申告を手書きの申告書で提出していた者に対して、市役所側で文字が潰れて読み取れず計算間違いに至ったもの。国税庁はe-Taxでの申告を呼びかけている[185]。
  - 8月30日、北海道庁は、全道179自治体のふるさと納税返礼品に関する調達費用や返礼割合の情報を、2020年度から道内105の自治体と共有していたと発表[186]。本来は他自治体へは開示しないもの。道内の自治体から他都府県へも情報漏洩があったと見られる[187]。鈴木直道北海道知事は、定例記者会見において謝罪した[188]。
  - 8月30日、茨城県行方市は、ワンストップ特例制度を利用した全国からの寄付者25人、計29万2千円について、市・県民税の控除が適用されなかったと発表した[189]。対象者には寄付金の返還か改めて確定申告を行うかの希望を取り、確定申告を希望した1名以外の24名28万4千円については寄附金全額を返還する。返礼品の返還は求めない。
- 2024年
  - 5月27日、岡山中央総合情報公社は、事務受託していた岡山県内の8市町村（真庭市、美作市、鏡野町、美咲町、奈義町、久米南町、西粟倉村、新庄村）の住民1711人、計721万円分の住民税額を誤っていたと発表[190]。ワンストップ特例制度による寄付分が住民税から控除されていなかった[191][192]。
  - 5月27日、島根県飯南町は、ワンストップ特例制度を利用した同町民40名について、住民税から寄付分の控除ができていなかったと発表した[193]。
  - 5月29日、和歌山県紀美野町は、前年9月1日～12月31日に一部のふるさと納税ポータルサイト経由で送られたワンストップ特例申請を、居住自治体へデータ送付出来ていなかったと発表した[194]。対象者は144名・101自治体。同町は各自治体へ税額更正を依頼し、それに応じてもらえなかった30名には寄付額（計51万7千円）を返金した[195]。
  - 6月4日、福岡県宗像市は、ワンストップ特例申請のうち「さとふる」経由でオンライン申請を行なった分を、居住自治体へデータ送付出来ていなかったと発表した[196]。対象者は232名・164自治体、寄付額642万5000円分[197]。各自治体へ税額更正を依頼し、178人は住民税が更正された。54人は更正されず寄付者本人に確定申告を求める[198]。
  - 6月27日、沖縄県石垣市は、ワンストップ特例申請のうち「さとふる」経由でオンライン申請を行なった分を、居住自治体へデータ送付出来ていなかったと発表した[199]。対象者は876人・325自治体。同市から各自治体へ税額更正を依頼し、708人・277自治体が更正可能、168人・48自治体は更正できなかった[200]。
  - 9月11日、北海道網走市は、ワンストップ特例申請のうち、1月4日に受け付けた分がシステムへ取り込まれていなかったと発表[201]。対象者は73名・92件・61自治体。寄附金総額133万2千円[202]。

### 国と泉佐野市の訴訟

#### ふるさと納税制度からの除外をめぐる訴訟
2019年5月、総務省は制度の趣旨を逸脱した過度な返礼品で多額の寄付を集めたなどとして泉佐野市を含めた4市町を新制度からの除外を決定。
2019年6月、泉佐野市は国の決定を不服として国地方係争処理委員会に審査を申し立てた。同年9月、国地方係争処理委員会は改正地方税法に違反する恐れがあるとして総務省に再検討を勧告したが、10月に総務省は除外継続を決定した。
2019年11月、泉佐野市は国の決定を不服として大阪高等裁判所に決定の取り消しを求めて提訴した。2020年1月30日、大阪高等裁判所は泉佐野市の訴えを棄却する判決を言い渡した。
2020年2月、泉佐野市は最高裁判所に上告。2020年6月30日、最高裁判所は大阪高等裁判所の判決を破棄し、泉佐野市の新制度からの除外決定を取り消した。
総務省は泉佐野市と同様の理由で除外した高野町・みやき町を含めた1市2町には2020年7月3日付で、別の理由で除外した小山町には7月23日付で新制度への復帰を認めた。

#### 特別交付税の減額をめぐる訴訟
泉佐野市と国との間では、ふるさと納税による多額の寄付金収入を理由に泉佐野市の特別交付税を大幅に減額した国の決定の取り消しを求める訴訟もおきている。
2022年3月10日、大阪地方裁判所は国の交付税減額の決定を違法として決定の取り消しを命じた。
2023年5月10日、大阪高等裁判所は、本件は行政内部で調整すべき問題であり法律上の争訟に該当しないとして一審判決を取り消して請求を却下し、泉佐野市が逆転敗訴した。理屈としては、本件のような地方団体が国から地方交付税の分配を受けることの可否に関する紛争は、市と国がそれぞれ行政権の主体となって法の適用の適正をめぐって一般公益（地方団体全体の利益）の保護を目的として争う裁判だと特徴づけた上で、このような裁判は法律上の争訟として当然に裁判所の審判の対象となるものではなく、法律に特別の規定がある場合に限り提起することが許されるものと解されるとして（宝塚市パチンコ店規制条例事件判決を引用）、本件の法律上の争訟性を否定している。
この大阪高裁判決に対して学説からは、先例として引用した宝塚市パチンコ店規制条例事件の射程を相当広く解し、本件とは明らかに事案が異なるのにその先例判決の射程が及ぶと判断している点、そもそも本件は泉佐野市みずからが財産権の主体として出訴したと解することができる点が指摘されていた。
泉佐野市側はこの大阪高裁判決を不服として上告していた。
この上告を受けて、2025年2月27日に最高裁判所第一小法廷（岡正晶裁判長）は、前述の大阪高裁判決を破棄し、本件の泉佐野市の訴えは裁判所で争える内容であると判断したうえで、高裁に裁判のやり直しを命じた。
最高裁判所はこの判決において、特別交付税の交付の原因となる国と地方団体との間の法律関係は、総務大臣による決定によって発生する金銭の給付に係る具体的な債権債務関係であり、したがって、本件のような地方団体が特別交付税の額の決定の取消しを求める訴えは、訴えは国と当該地方団体との間の具体的な権利義務ないし法律関係の存否に関する紛争に当たると述べている。
今後は、大阪高等裁判所で特別交付税の減額決定が違法であったか否かについての本案審理が行われる見通しである。

### その他の動き
- 弁護士で、2015年12月まで大阪市長を務めたあとに政界を引退した橋下徹は、政界引退の翌年にあたる2016年（平成28年）の5月中旬に自身のツイッターで、同年4月下旬から5月にかけて発売された『週刊文春』による一連の報道から発覚した東京都知事（当時）・舛添要一による政治資金流用疑惑に関連して、「政治・行政にお灸を据える最高の方法はふるさと納税だ」と述べたうえで、都民に対し「熊本地震の被災地にふるさと納税をすべきだ。都民の税金を被災地へ移せ！」と呼びかけた。折しも、この疑惑を報道した『週刊文春』が発売される半月ほど前に熊本地震が発生しており、267人（震災関連死含む）が犠牲となったほか、熊本県内だけで最大18万人以上が避難所生活を余儀なくされた。なお、舛添による政治資金流用疑惑をめぐっては、前出の橋下以外にも、元検事で弁護士の郷原信郎が自身のブログで「こういう人物が知事を務めている東京都に住民税を払うことには、正直、抵抗がある。大地震の被災地熊本の自治体や、被災地を支援する自治体などへの『ふるさと納税』を精一杯活用し、東京都への納税は最小限にしたい」と語っているほか、芸能人の間からも、伊集院光がラジオで、また太田光代が自身のツイッターで、それぞれふるさと納税を通じての「都知事への抗議」を呼びかけている[216][217][注 8]。
- 佐賀県上峰町議会において、2016年（平成28年）12月9日、同町の財政が「ふるさと納税」のおかげで改善したとして、同町議会議員に対する「費用弁償」支給額の増額を求める議案を無所属議員が提出したところ、同町に対する「ふるさと納税」による寄付者たちの間から「議員の報酬のために寄付したわけではない」、「寄付を返して」などといった苦情が100件以上電話やメール等で寄せられ、議案提出者である議員自身が当該議案の採決が予定されていた同月16日に自ら撤回するという事態となった[注 9]。同町では2007年（平成19年）に財政難を理由に、町議会の本会議や委員会に出席した議員に対して支給してきた、1日あたり2,000円を交通費等として支給する費用弁償を中止。その後、2009年（平成21年）に支給中止時点の半額にあたる1,000円にて支給を再開させている。先記の支給額増額のための議案は、同町の財政が改善したことを理由に支給中止時点と同額の2,000円に戻すという内容となっていた。事態を受けて同町は「ふるさと納税の税収は用途が決まっており、費用弁償に充てられることはない」とコメントしている[219][220][221][222]。
- 佐賀県の小城市で商工観光課長を務めていた職員が、自身が事務局長を兼務していた同市の外郭団体・小城市観光協会の役員変更登記をめぐって文書偽造を行い、さらに同市の観光イベント「清水竹灯り」で生じた赤字を課長としての権限を悪用して同市の公金で穴埋めをしたとして、2017年（平成29年）11月2日付で同市から停職6か月等の処分を下され、同日中に依願退職している[注 10]。当該職員は副課長時代に「ふるさと納税」に着目、その副課長時代の最中だった2014年（平成26年）5月ごろより外部「ふるさと納税」サイトと契約するなどして本格的に取り組みを開始した。その結果、取り組み前の2013年（平成25年）には88万円だった「ふるさと納税」寄付受入額が、2014年には5億1,196万円、翌2015年（平成27年）には14億8,449万円に急増した[注 11]。2015年4月に課長に昇進し、観光協会事務局長も兼務するようになると、「ふるさと納税」寄付受入額急増に伴って同じく増やした市観光協会への返礼品業務委託費を元手にするなどして産業振興を目的とする新組織設立の構想を進めようとしたが、その過程で文書偽造に手を染めてしまった模様。この設立構想については当該職員による不祥事発覚後の2017年11月上旬に開かれた市観光協会会合で事実上棚上げにされたが、この設立構想の基となった同市に対する「ふるさと納税」をめぐっては、この会合が開かれた翌年の2016年（平成28年）12月に福岡市内にアンテナフードショップ「牛の尾」を開設、同市が用意する小城羊羹や有明海産海苔等の返礼品を陳列し「ふるさと納税」手続き方法を案内するなどしていた[注 12]。しかし、開設直後には6件で合わせて約20万円の寄付申込が店頭でなされたものの、翌2017年5月以降店頭での寄付申込は皆無となり、2018年（平成30年）3月末をもって閉鎖された[注 13]。さらに市観光協会は、2014年以降同市における「ふるさと納税」受入額急増に伴う返礼品業務委託費の増加のため同協会内において法人税や消費税等の会計処理が長引き、その結果として法人税と消費税の納付が期限に間に合わず延滞税（2015年までの3年間で合わせて83万3,100円）を科されていたことが2017年11月1日になって明らかとなった[225][226][227][228]。
- 大阪府高槻市では、関西将棋会館が大阪市福島区から移転してくるのに伴い、移転に必要な費用の一部を負担するため、2021年7月から寄付の募集を開始。その際に高槻市は、返礼品の目玉として、300万円以上の寄付者に対し、日本将棋連盟が指定した棋士の中から相手を選んで対局し指導を受けることができる「プレミアム指導対局」を用意していた。ところが、この時点では関西将棋会館は高槻市外に位置しており、そこを対局の会場とすることが、国が規定する返礼品の基準である「自治体の区域内で提供される役務」に反すると判断され、「プレミアム指導対局」が返礼品から除外された[229]。

## 想定外の用途と影響

### 震災被災地への義援金
2011年（平成23年）3月11日に岩手県・宮城県・福島県の東北3県を中心に東日本・北日本の広い範囲で見舞われた東日本大震災に際しては、発災から約2か月後の時点で、前記東北3県に対してだけでも、前年〔2010年（平成22年）〕の全国寄付総額の6倍以上にあたる400億円超が当制度を通じて送られた。これに加え、発災から1年あまり経過した2012年（平成24年）5月下旬には、長野県軽井沢町の男性町民が日本赤十字社と東日本大震災に係る複数の被災自治体に対し、自身が得た株式譲渡益から、「ふるさと納税」として合わせて約7億円を寄付していたことが明らかとなった。2024年（令和6年）1月1日に発生した能登半島地震では当制度によって寄付が24億円を超えた。

#### 居住自治体における想定外利用の出費
一方で、2011-12年当時に想定されていなかった「ふるさと納税制度での被災地自治体へ寄附」がされた結果、居住する自治体が被災地寄附者による確定申告後にその人への控除と還付をする必要性が発生した。そのため、寄付者が居住する地方自治体において想定外の出費を強いられる事態に発展した。特に前記の軽井沢町在住者による億単位に上る当制度を通じての寄付に関しては、すでに株式譲渡益から県民税として約1億円が源泉徴収されていたことから、確定申告によって住民税（県民税と町民税）の還付金7,870万円を得ることになり、この結果として同町では、長野県の負担分（「県民税徴収取扱費」として3,170万円）を差し引いても約4,700万円の負担を強いられた。この事態に同町長は、長野県を通じて、地方交付税（特別交付税）による手当を求める考えを示した。

#### 被災地支援品目追加以後
上記のように被災地に義援金・支援金を送るのに当制度が利用されるのは制度創設当初には想定されていなかった。しかし、翌年以降には地方自治体側へ広く認知され、ふるさと納税品目に加えた。そして、ふるさと納税専門サイトに、災害支援金専門のコーナーが特設されるほどにまでなっている。ふるさと納税サイトによっては、災害支援する場合は本来は利用者負担の2000円を負担しているところもある。
また、被災地の自治体における事務負担を軽くし、被災者への対応などに力を振り向ける目的で姉妹都市など被災地と繋がりがある他の自治体が当制度の支援金事務を代行するケースもある。

### その他無形のもの
2012年（平成24年）、当時の東京都知事である石原慎太郎が、尖閣諸島の土地を保有する個人に対して、東京都が土地購入する方針を発表、その購入資金とするための募金が呼びかけられた（東京都尖閣諸島寄附金）。これにより、東京都庁には約14億円の募金が集まったが、これも「東京都へのふるさと納税」として、翌年に確定申告することで「寄附金控除を受けること」が可能だった。
2018年（平成30年）には、兵庫県が暴力団事務所の撤去に向けて、ふるさと納税で500万円の撤去資金を集める方針を打ち出している。なお、福岡県でもほぼ同様の方針がある。

### 中国の禁輸に対する食べて応援
2023年8月の東京電力福島第一原発の処理水の海洋放出への中国による日本の海産物禁輸措置を受けて、東北を中心に海産物を取り扱う地方自治体へのふるさと納税額が数倍となった。

## ふるさと納税の実績額
総務省の発表による実績推移は以下の通り。
| 寄付年 | 適用者      | 寄付金額         | 控除年 | 住民税控除額     |
| ------ | ----------- | ---------------- | ------ | ---------------- |
| 2008   | 33,149人    | ¥7,259,958,000   | 2009   | ¥1,891,669,000   |
| 2009   | 33,104人    | ¥6,553,113,000   | 2010   | ¥1,805,457,000   |
| 2010   | 33,458人    | ¥6,708,590,000   | 2011   | ¥2,043,318,000   |
| 2011   | 741,667人   | ¥64,914,901,000  | 2012   | ¥21,017,144,000  |
| 2012   | 106,446人   | ¥13,011,278,000  | 2013   | ¥4,526,323,000   |
| 2013   | 133,928人   | ¥14,189,345,000  | 2014   | ¥6,062,439,000   |
| 2014   | 435,720人   | ¥34,111,165,000  | 2015   | ¥18,424,621,000  |
| 2015   | 1,298,719人 | ¥147,103,026,000 | 2016   | ¥100,191,504,000 |
| 2016   | 2,252,793人 | ¥254,040,784,000 | 2017   | ¥176,663,970,000 |
| 2017   | 2,958,546人 | ¥348,192,485,744 | 2018   | ¥244,774,287,992 |
| 2018   | 3,951,727人 | ¥512,706,339,000 | 2019   | ¥326,478,000,000 |
| 2019   | 4,059,782人 | ¥487,538,781,239 | 2020   | ¥339,100,000,000 |
| 2020   | 5,524,031人 | ¥672,489,554,811 | 2021   | ¥431,142,000,000 |
| 2021   | 7,407,529人 | ¥830,239,351,745 | 2022   | ¥567,237,000,000 |
| 2022   | 8,911,114人 | ¥965,406,462,892 | 2023   | ¥679,671,000,000 |

## 企業版ふるさと納税
正式名称を「地方創生応援税制」といい、会社等が自治体に寄付をすると税負担が軽減される制度をいう。一定の企業が2016年（平成28年）4月20日から2020年（令和2年）3月31日までの間に、地域再生法の認定地方公共団体が実施する「まち・ひと・しごと創生寄附活用事業」に対して寄付をした場合には、現行の寄附金の損金算入制度に加えて、新たに寄付額の3割が税額控除（法人事業税、法人住民税、法人税）される。2020年4月1日より2025年3月31日まで、5年間延長されて税額控除割合を30%から60%に引き上げるとともに、認定手続も簡素化した。2020年7月31日、「企業版ふるさと納税（人材派遣型）」を総務省が公表。寄附額の下限は10万円からと、企業の寄附額としては低めに設定されている。そのため、中小企業でも活用しやすく堅実に税額控除の恩恵を受けることができる。
地方公共団体は、寄附額が事業費を超えないよう、適切に事業を実施・管理する必要がある。
| 項目                               | 改正前                                                           | 改正後                                                           |
| ---------------------------------- | ---------------------------------------------------------------- | ---------------------------------------------------------------- |
| 適用期間                           | 2019年10月1日～2020年3月31日                                     | 2020年4月1日～2025年3月31日                                      |
| 税額控除（法人事業税）             | 寄付額の1割                                                      | 寄付額の2割                                                      |
| 税額控除（法人道府県民税）         | 寄附額の2.9割                                                    | 寄附額の5.7割                                                    |
| 税額控除（法人市町村民税）         | 寄附金額の17.1割                                                 | 寄附金額の34.3割                                                 |
| 税額控除（法人税）                 | 法人住民税で2割に達しない場合、その残額。ただし寄附額の1割を限度 | 法人住民税で4割に達しない場合、その残額。ただし寄附額の1割を限度 |
| 税額控除（合計）                   | 3割                                                              | 6割                                                              |
| まち・ひと・しごと創生寄附活用事業 | 一定の補助金等による事業は対象外                                 | 一定の補助金等による事業も対象                                   |
| 認定手続き                         | 個別事業認定                                                     | 認定手続簡素化で包括的事業認定 （例）事業費の記載は不要。        |
| 寄附可能な期間                     |                                                                  | 寄附可能な期間拡大                                               |

- 出典[265][266]

2024年8月30日、内閣府は「企業版ふるさと納税」の寄付総額が、2023年度は約470億円だったと発表した。前年度の1.4倍で過去最高を更新した。

## 外国での類似制度
韓国では2023年1月1日より、日本のふるさと納税の制度を参考に「故郷愛寄付金」（朝鮮語: 고향사랑기부금）が導入された（2021年9月28日に国会で可決）。ただし、寄付額には年間500万ウォンの上限があることや、個人だけが寄付できるなどの違う点もある。